# Châteauneuf-Val-de-Bargis
Châteauneuf-Val-de-Bargis ist eine französische Gemeinde mit 479 Einwohnern (Stand: 1. Januar 2022) im Département Nièvre in der Region Bourgogne-Franche-Comté. Die Gemeinde gehört zum Arrondissement Cosne-Cours-sur-Loire und zum Kanton Pouilly-sur-Loire. Die Einwohner werden Castelneuviens und Castelneuviennes genannt.

## Geografie
Châteauneuf-Val-de-Bargis liegt etwa 40 Kilometer nordnordöstlich von Nevers. Umgeben wird Châteauneuf-Val-de-Bargis von den Nachbargemeinden Sainte-Colombe-des-Bois im Norden und Nordwesten, Cessy-les-Bois im Norden, Saint-Malo-en-Donziois im Norden und Nordosten, Champlemy im Osten, Dompierre-sur-Nièvre im Südosten, Arbourse im Süden, Nannay im Süden und Südwesten sowie Vielmanay im Westen.
Der Ort liegt an der Via Lemovicensis, einem der vier historischen „Wege der Jakobspilger in Frankreich“.

## Bevölkerungsentwicklung
| Jahr                       | 1962 | 1968 | 1975 | 1982 | 1990 | 1999 | 2006 | 2011 | 2016 |
| Einwohner                  | 781  | 684  | 671  | 581  | 518  | 554  | 570  | 595  | 546  |
| Quellen: Cassini und INSEE |      |      |      |      |      |      |      |      |      |

## Sehenswürdigkeiten
- Reste einer Turmhügelburg (Motte) aus dem 10./11. Jahrhundert
- Kirche Saint-Étienne mit Pfarrhaus
- Ehemalige Chartreuse Annonciade-de-la-Sainte-Vierge von Bellary aus dem 13. Jahrhundert, seit 1971 in Teilen als Monument historique eingeschrieben

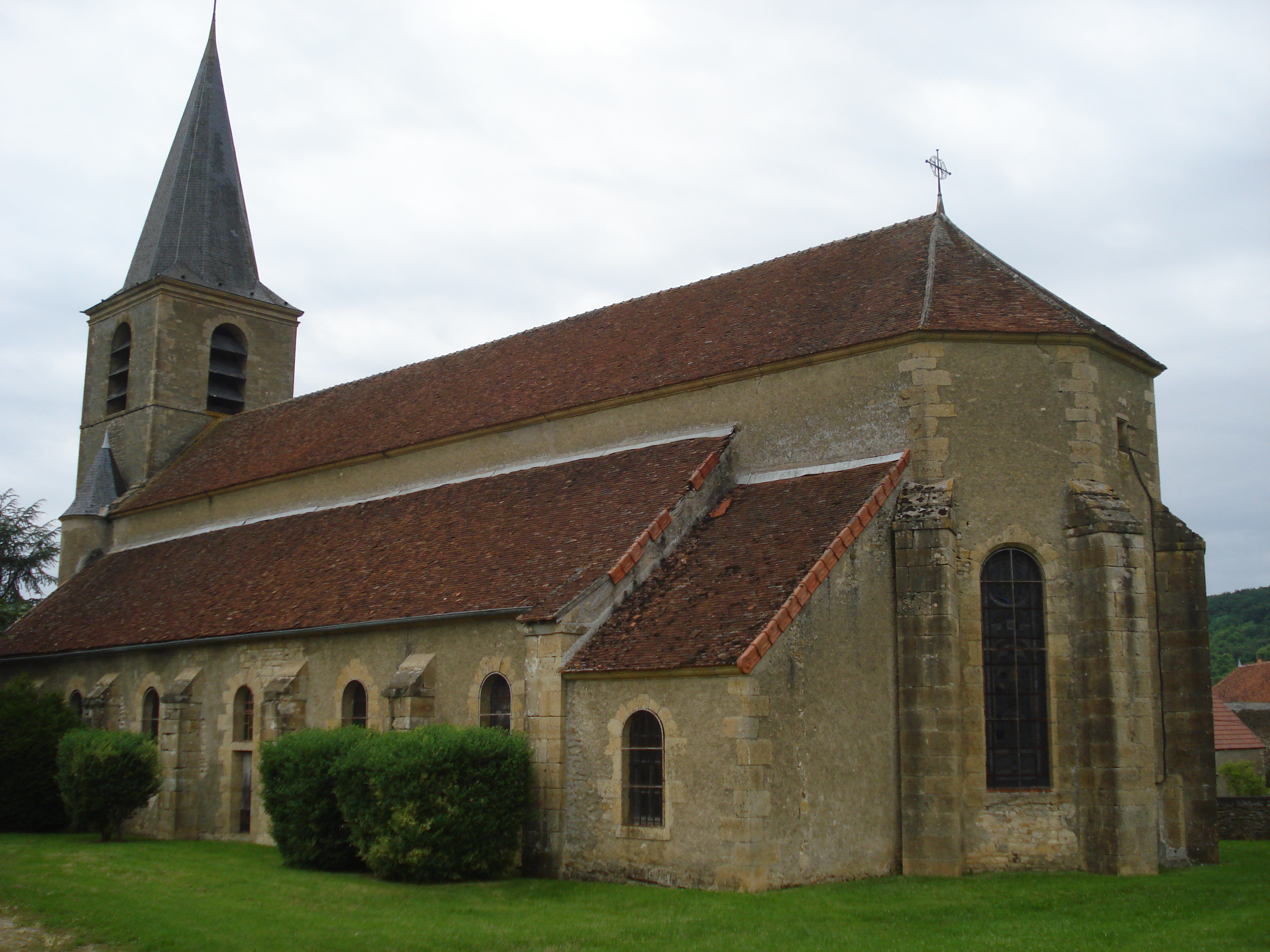
Kirche Saint-Étienne
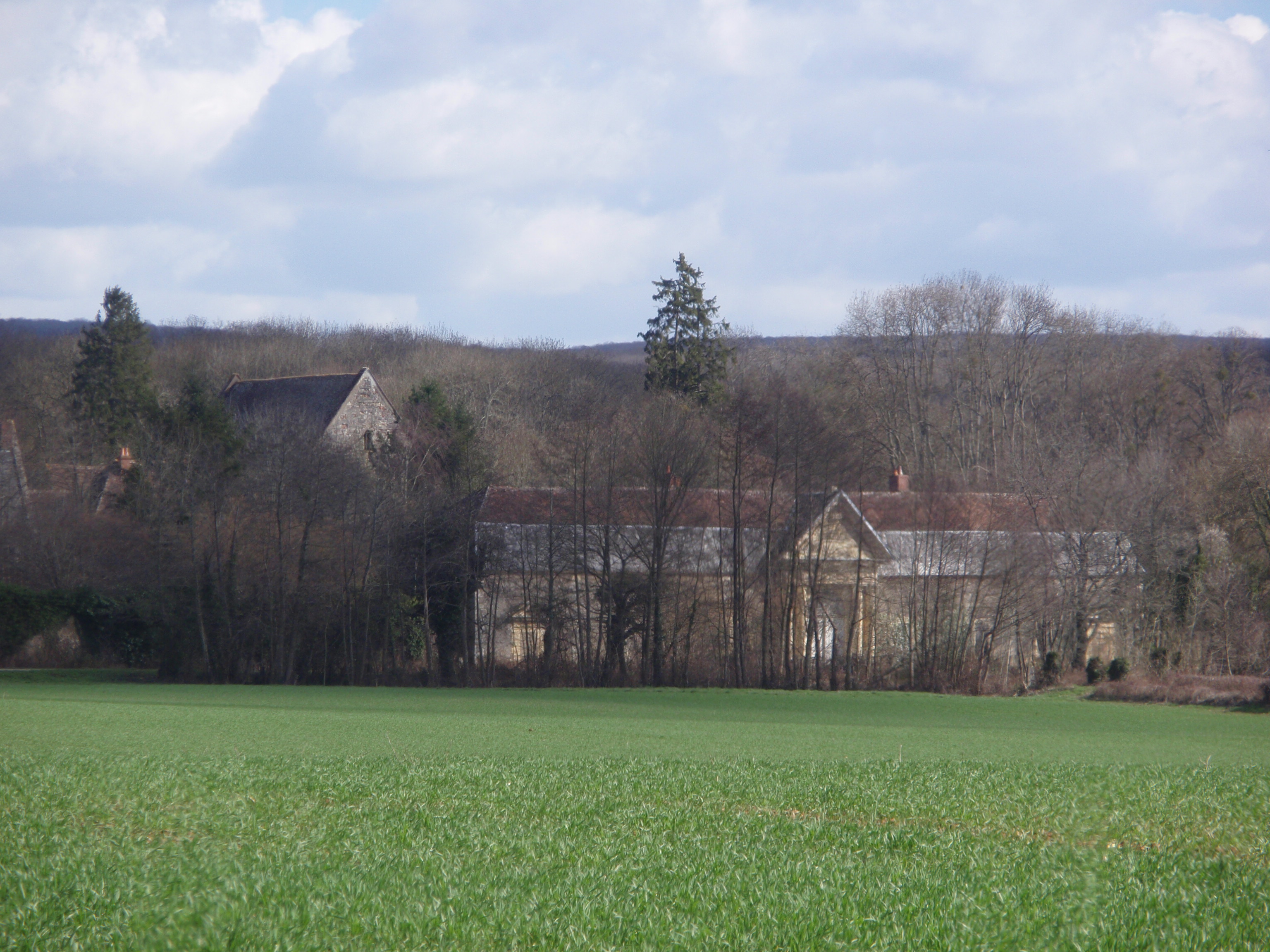
Ehemalige Chartreuse von Bellary